# Carpophthorella bivittata
Carpophthorella bivittata är en tvåvingeart som beskrevs av Hardy 1988. Carpophthorella bivittata ingår i släktet Carpophthorella och familjen borrflugor. Inga underarter finns listade.